# Сан-Педру (Ковілян)
Сан-Педру (порт. São Pedro; МФА: [ˈsɐ̃w ˈpe.dɾu]) — парафія в Португалії, у муніципалітеті Ковілян. Розташована в східній частині країни, на теренах історичної португальської провінції Бейра. Входить до складу округу Каштелу-Бранку. За адміністративним поділом, чинним до 1976 року, терени парафії були складовою провінції Нижня Бейра. Належить до Порталегрівсько-Каштелу-Бранківської діоцезії Католицької церкви. Патрон — святий Петро. Площа — 2,6641 км². Населення — 2225 ос. (2011). Середньо урбанізований регіон. Густота населення — 835,18 осіб/км²
. Код — 050320.

## Назва
- Ковілян (Сан-Педру) (порт. Covilhã (São Pedro)) — офіційна назва.

## Населення
| Кількість мешканців | Кількість мешканців | Кількість мешканців | Кількість мешканців | Кількість мешканців | Кількість мешканців | Кількість мешканців | Кількість мешканців | Кількість мешканців | Кількість мешканців | Кількість мешканців | Кількість мешканців | Кількість мешканців | Кількість мешканців | Кількість мешканців |
| ------------------- | ------------------- | ------------------- | ------------------- | ------------------- | ------------------- | ------------------- | ------------------- | ------------------- | ------------------- | ------------------- | ------------------- | ------------------- | ------------------- | ------------------- |
| 1864                | 1878                | 1890                | 1900                | 1911                | 1920                | 1930                | 1940                | 1950                | 1960                | 1970                | 1981                | 1991                | 2001                | 2011                |
| 2 272               | 2 752               | 3 683               | 3 434               | 3 269               | 3 481               | 3 552               | 3 853               | 4 071               | 3 246               | 3 687               | 3 254               | 2 133               | 2 742               | 2 225               |